# سادات موسوی
سادات موسوی، خاندانی از فرزندان و نوادگان امام هفتم شیعیان، موسی کاظم هستند. اعضای این خاندان امروزه در مناطق مختلف جهان از جمله در کشورهای ایران، لبنان، عراق، و سایر کشورهای اروپایی و آمریکایی سکونت دارند.
سادات رضوی، تقوی و نقوی شاخه‌هایی از سادات موسوی به‌شمار می‌آیند.

## نسب سادات موسوی
سادات موسوی خود را از نسل موسی کاظم هفتمین امام شیعیان و پدر علی بن موسی الرضا ولیعهد عباسیان می‌دانند. با این تفسیر جدّ پدری سادات موسوی، علی بن ابی‌طالب چهارمین خلیفه از خلفای راشدین و امام اوّل شیعیان است. هم‌چنین سادات موسوی، فرزندان فاطمه زهرا و از نوادگان محمد، پیامبر اسلام هستند. نسب سادات موسوی از طریق ام‌فروه مادر جعفر صادق به ابوبکر اولین خلیفه پس از پیامبر اسلام می‌رسد. دیگر آن‌که چون فاطمه بنت حسن بن علی مادر محمد باقر می‌باشد، پس سادات موسوی از نسل هر دو نوهٔ پیامبر اسلام یعنی حسین بن علی و حسن مجتبی پنجمین خلیفه  راشد می‌باشند.
به اعتقاد برخی از شیعیان، شهربانو شاهزاده‌ی ایرانی و دختر یزدگرد سوم، آخرین پادشاه ساسانیان  از خاندان ساسان که در حمله اعراب به ایران که به شکست سپاه شاهنشاهی ایران و سقوط سلسله ساسانی انجامید، به‌عنوان غنیمت جنگی به اسارت مسلمانان درآمد و سپس حسین بن علی (امام سوم شیعیان) با شهربانو ازدواج کرد و علی بن الحسین ملقب به سجاد (امام چهارم شیعیان) حاصل این ازدواج است. به این ترتیب این گروه از شیعیان، فرزندان و نوادگان حسین از جمله سادات موسوی را وارث خورنه یا فره ایزدی شاهنشاهان ایران باستان می‌دانند. برخی منابع شیعه، شهربانو را نخستین همسر حسین بن علی می‌دانند.

## جغرافیای سکونت
سکونتگاه سادات موسوی در تمام دنیا مانند امریکا، اروپا و کشور های خاورمیانه و همچنین در ایران عمدتاً در شهرهای خوانسار، دزفول، اهواز، دلیجان، شیراز، کهگیلویه و بویراحمد، سرزمین بختیاری، قم، کرمان، تبریز، همدان، مشهد، اصفهان، لرستان (خرم اباد ،درود،بروجردو بیشتر نقاط استان لرستان سکونت دارند ولی عمده سادات عوکانی در خرم اباد میباشند)و تقریباً در تمام مناطق ایران پراکنده‌اند. عده‌ای از سادات موسوی هم در عراق و افغانستان پراکنده‌اند و عده‌ای هم مخفیانه در عربستان باقی ماندند. 

## فرزندان موسی کاظم
- علی بن موسی الرضا
- احمد بن موسی (شاه چراغ)
- محمد عابد
- ابراهیم مرتضی
- عبدالله العوکلانی
- حمزة بن موسی
- زید بن موسی
- حسین بن موسی بن جعفر
- هارون
- اسحاق
- جعفر
- عباس
- قاسم[۱۳][۱۴]

## حکومت‌های منتسب به سادات موسوی
در طول تاریخ حکومت‌های زیادی توسط خانواده‌هایی از خاندان سادات موسوی تشکیل شده‌است. پادشاهان سلسله صفوی از جمله نوادگان حمزه بن موسی بودند که مذهب شیعه را به عنوان دین رسمی ایران تثبیت نمودند.

### ولیعهدی علی بن موسی الرضا

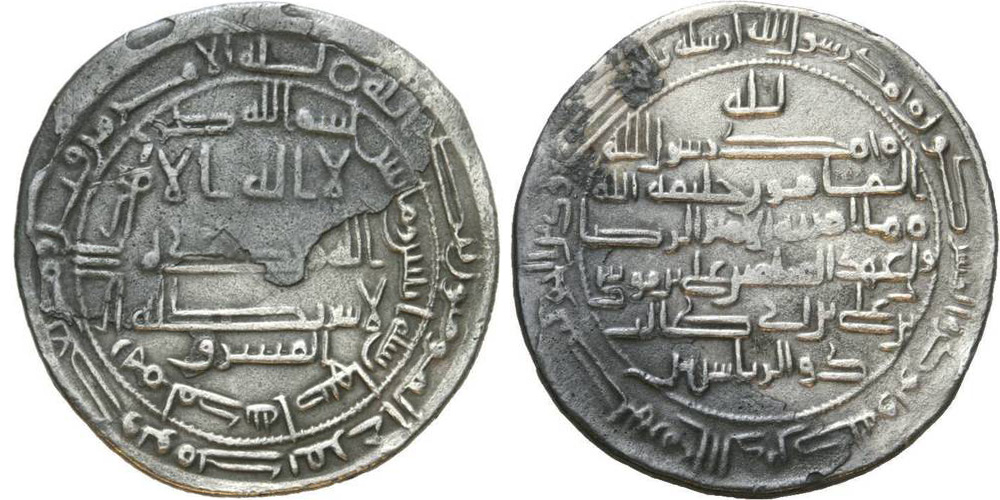
سکه‌ای مربوط به دوران مأمون که بر روی آن نام علی بن موسی الرضا به عنوان ولیعهد حک شده‌است

نخستین حضور مهم و رسمی سادات موسوی در حکومت به ماجرای ولیعهدی علی بن موسی الرضا بازمی‌گردد. پس از مرگ هارون‌الرشید خلافت عباسی بر اثر اختلافات به‌وجودآمده میان امین و مامون دچار ناآرامی‌های متعدد شد. سرانجام امین به قتل رسید و مامون به‌عنوان خلیفه بر تخت نشست؛ امّا شورش‌های متعدد علویان هم‌چنان تهدیدی جدی علیه مامون و خلافت عباسی به شمار می‌رفت. مامون برای بیرون رفتن ازین بحران تصمیم گرفت تا علی بن موسی الرضا را به مرو فراخواند.
به‌گزارشی که صدوق، محدث شیعه، در عیون اخبارَ الرّضا نقل می‌کند، مأمون در ابتدا پیشنهاد کرد تا از مقام خلافت به‌نفع علی بن موسی کناره‌گیری کند. علی بن موسی در ردِّ ادعای مأمون به او گفت: «اگر خلافت متعلق به توست، پس حق نداری ردایی که خداوند تنت کرده، از تن بیرون بیاوری و به دیگری ببخشی؛ اما اگر خلافت متعلق به تو نیست، اجازه نداری چیزی که متعلق به تو نیست را به من ببخشی.» پس از آن، مأمون پیشنهاد ولیعهدی را داد، اما علی بن موسی الرّضا از پذیرش این پیشنهاد نیز سرباز می‌زد. علی بن موسی نزدیک به دو ماه در برابر پیشنهادِ ولیعهدی مقاومت کرد و در نهایت با اکراه، آن را پذیرفت، به‌شرط اینکه هیچ فعالیت حکومتی رسمی انجام ندهد. ریان بن صلت، علت پذیرش ولیعهدی مأمون را از علی بن موسی جویا می‌شود و چنین پاسخ می‌شنود که: «من تمایلی به این کار نداشتم ولی وقتی مخیر شدم بین قبول ولیعهدی یا کشته شدن، پذیرش ولیعهدی را انتخاب کردم». در کنار دیدگاه شیعیان، برخی منابع اهل سنت نیز به اکراه و اجبارِ علی بن موسی به پذیرش ولیعهدی اشاراتی داشته‌اند، قُنْدوزیِ حَنَفی در یَنابیعُ الْمَوَدَّة گزارش نموده‌است که «علی بن موسی الرّضا با گریه و ناراحتی، ولیعهدی را پذیرفت». مشابه این گزارش‌ها در منابعی مانند مَآثِرُ الْاِنافَة فی مَعالِمِ الْخِلافَة، اَلْفُصولُ الْمُهِمَّة، صُبحُ الْاَعْشیٰ و ضُحَی الْاِسلام نیز آمده‌است.
شیخ صدوق در عیون اخبار الرّضا، دلیل علی بن موسی برای پذیرش ولیعهدی را تهدید شدن به مرگ می‌داند. شیخ صدوق، محدث شیعه، به گزارش‌هایی مبنی بر اصرار مأمون برای عزیمت علی بن موسی و نامه‌نگاری‌های متعدد در این‌باره و بهانه‌های علی بن موسی برای ردِّ این درخواست‌ها استناد کرده‌است. همچنین وی گزارشی را نقل می‌کند که بر اساس آن، مأمون علی بن موسی را تهدید به مرگ کرد تا وی ولیعهدی را بپذیرد. بیهم دائو در ویرایش سوم دانشنامهٔ اسلام بر این باور است که در بیانیهٔ پذیرش علی بن موسی الرّضا — که به نامهٔ انتصاب ضمیمه شده‌است — قرینه‌ای وجود ندارد که نشان دهد علی بن موسی الرّضا تمایلی به پذیرش این مسئولیت نداشت، یا برای پذیرش آن تحت فشار بوده‌است. او تصویر این ماجرا را در منابع امامیه، متفاوت ارزیابی می‌کند که تلاش زیادی می‌کنند تا نشان دهند که اهداف مأمون نسبت به علی بن موسی الرّضا، هر چیزی جز صداقت بود؛ و اینکه علی بن موسی شریکی بی‌میل در نقشه‌ای بود که می‌خواست شخصیتش را به‌عنوان یک جویای قدرت دنیوی لکه‌دار کند. او نحوهٔ روایت پیشنهاد خلافت و سپس ولیعهدی به علی بن موسی الرّضا از سوی مأمون در منابع شیعه را بیشتر به‌عنوان پاسخی به مجادلاتِ ضدِامامیه می‌خوانَد تا این موضوع که علی بن موسی الرّضا واقعاً خود را به‌عنوان امامِ امامیه در نظر گرفته و ادعای قانونی برای خلیفه داشته باشد؛ درصورتی‌که او باید اصرار داشته باشد که مأمون از خلافت به نفعِ علی بن موسی الرّضا استعفا دهد. این نشان می‌دهد که پذیرشِ این عنوان از سوی علی بن موسی الرّضا به‌شرط عدم انجام وظایفِ یک وارث بوده‌است، یعنی جایگاهی قانونی و نقشی بی‌معنی که عملی انجام ندهد و به همین دلیل جایگاهش را به‌عنوان امام تضعیف نمی‌کند.
علی بن موسی، در نهایت با چهار شرط، ولیعهدی را پذیرفت:
1. احدی را به کار دولتی منصوب نکند.
2. هیچ‌کس را عزل نکند.
3. هیچ رسم و روشی را نقض نکند.
4. فقط از دور مورد مشورت قرار گیرد.

سرانجام، به‌گزارش طَبَری پس از آنکه مأمون شرایط علی بن موسی را پذیرفت، او را در دوم رمضان ۲۰۱ ه‍. ق، به ولیعهدی خود منصوب کرد. ابراهیم بن عباس صولی این رویداد را در ۵ رمضان می‌داند.
مأمون با انتصاب علی بن موسی به جانشینی‌اش، هرچند توانست کمی از مشکل علویان برای حکومتش را حل کند، اما نتوانست به باقی اهدافش دست‌یابد. حتی این انتصاب سبب شد تا مورد غضب حزب مخالفش در بغداد قرار بگیرد و از مقام خلافت عزل شود. بنابر گزارش‌ها، خاندان سهل توانستند برای مدتی امور را مدیریت کنند تا شدت اوضاع عراق را پنهان نگاه دارند و مأمون را به این باور رسانند که ابراهیم بن مهدی صرفاً به‌عنوان فرماندارش عمل می‌کند، و این علی بن موسی بود که بدون حُبّ و بغض، چشم مأمون را نسبت به این موضوع باز و اصرار کرد که به بغداد برود و حضورش سبب بازگشتِ آرامش و صلح به آنجا شود. این ارزیابیِ وضعیت، از سوی چند تن از فرماندهانِ سپاه مأمون پشتیبانی شد و مأمون تصمیم گرفت به عراق سفر کند. فضل بن سهل که هدفش حفظ حکومت در شرق بود، استعفای خویش را ارائه کرد و با استدلال شدت تنفرِ عباسیان نسبت به خود، از خلیفه خواست تا او را به‌عنوان فرماندارِ خراسان بزرگ منصوب کند. مأمون دیگربار بر کمالِ اعتمادش به او تأکید کرد و از او خواست تا نامه‌ای دیگر با مُهر و نام خلیفه در تأیید امتیازات استثناییِ خود بنویسد. این نامه در صَفَرِ سال ۲۰۲ ه‍.ق مهر و امضا، و به‌طور رسمی از سوی علی بن موسی نیز تأیید شد. پس از آن، برای انتشار در سراسر امپراتوری فرستاده شد. در دوم شَعبانِ سال ۲۰۲ ه‍. ق، شش ماه پس از استعفای فضل بن سهل از وزارت، هنگامی که مأمون به‌همراه ولیعهد و دربار، قصدِ غرب کرده بود، فضل در سرخس توسط چند تن از فرماندهان سپاه با ضربات چاقو در حمام کشته شد. گویا مرگ فضل با واکنش‌هایی همراه بود و عده‌ای از درون سپاه مأمون به قصد خونخواهی، اعتراضاتی کردند که با دعوت علی بن موسی به آرامش سپاه همراه بود.
به‌گزارش قرشی، دو روز بعد وقتی کاروان مأمون به توس رسید، علی بن موسی بیمار شد و درگذشت. منابع شیعه دلیل بیماری علی بن موسی را مسمومیت بر اثر زهر دانسته‌اند. علی بن موسی درحالی‌که در سناباد — محل دفن هارون — متوقف شده بود، در حومهٔ نوغان در طوس درگذشت. بنابر معتبرترین گزارش‌ها، درگذشت علی بن موسی در آخرین روزِ صفر سال ۲۰۳ ه‍.ق اتفاق افتاده‌است. تاریخ‌های دیگری در همان محدودهٔ ماه صفر برای این واقعه ذکر شده‌است. خلیفه از گروهی از علویان و خویشاوندان علی بن موسی الرّضا از جمله عمویش، محمد بن جعفر، درخواست کرد تا پیکر علی بن موسی را بررسی و تأیید کنند که او به مرگ طبیعی درگذشته است و دستور داد که پیکرش در کنار قبر پدرِ خویش، هارون، در منزل حُمَیْد بن قَحْطَبهٔ طایی در سَناباد در نزدیکیِ نوغان به خاک سپرده شود. مأمون غم و اندوهِ بسیاری از خود نشان داد و بنابر گزارش‌ها بدون عَمامه در مراسمِ تشییع پیکر حاضر شد و به‌مدت سه روز در آنجا به عزاداری پرداخت. بااین‌حال بسیاری از منابع، او را متهم به دست داشتن در مسمومیتِ علی بن موسی الرّضا دانسته‌اند. درگذشت ناگهانیِ وزیر و ولیعهد که زنده بودن‌شان سبب می‌شد تا آشتی با عباسیانِ مخالف در بغداد ناممکن باشد، این احتمال را تقویت می‌کند که مأمون در این مرگ‌ها دست داشته‌باشد. البته این احتمال بدین معنا نیست که غم و اندوهش برای علی بن موسی و احساسات و وابستگی‌اش به او، لزوماً از روی ریاکاری یا ساختگی بود، بلکه می‌تواند نشان‌دهندهٔ غلبهٔ محاسبات سردِ سیاسی بر احساسات و ایده‌آل‌های شخصی او برای تثبیت منصب خلافتش باشد.

### سادات عمادی مازندرانی
سادات عمادی مازندرانی یا سادات مرتضوی هزارجریب خاندانی از سادات موسوی است که در سده‌ی ۸ ، ۹ و ۱۰ قمری در هزارجریب مازندران حکومت می‌کردند. حکومت این خاندان اندکی پیش از حکومت سادات مرعشی در مازندران و سادات کیایی (سادات ملاطی) در گیلان شکل گرفت. بدین ترتیب، سادات عمادی نخستین حکومت سادات را در شمال ایران پس از دوره ایلخانی بنا نهادند.
سرزنجیرۀ سادات عمادی مازندرانی امیر سید عماد الدین محمود است و سادات عمادی مازندرانی همگی از تبار او هستند. وی که در زمرهٔ علمای دینی و از سادات نامدار ناحیه بود، با همراهی مردم علیه بیداد فرامانروایان ایلخانی بر مردم ستمدیده برخاست و آنان را شکست داد و توانست فرمانروایی مستقلی تحت رهبری خود پایه گذارد. حکومت و ریاست معنوی وی، پس از او تا سده‌ها در میان فرزندان و نوادگانش استمرار یافت. میر عمادالدین پس از یورش تیمور به مازندران با او مصالحه کرد و با این کار هوشمندانه هم فرمانروایی مردمی خود را استمرار بخشید و هم ناحیۀ تحت حکومت خود و مردم آن را از آسیبهای سپاهیان تیمور دور نگاه داشت. میر عمادالدین ۶ فرزند پسر داشت که چهار تن از آن‌ها از یک مادر و دو تن دیگر از مادری دیگر بودند. منطقه چهاردانگه و دودانگه در مازندران از آن رو به این نامها شناخته شد که میر عمادالدین پس از خود حکومت چهاردانگه  را به چهار برادر و دودانگه را به دو برادر دیگر واگذار کرد. در سال ۸۰۹ سید عزالدین هزارجریبی و در سال ۸۹۲ میرغضنفر از فرمانروایان زنجیرهٔ عمادی مازندرانی بودند.

### امپراتوری صفوی
دودمان صفوی دودمانی ایرانی و شیعه‌مذهب از سادات موسوی بود که در سال‌های ۱۵۰۱ تا ۱۷۳۶ میلادی (۱۱۴۸–۹۰۷ ه‍.ق/۸۸۰–۱۱۱۴ ه‍.خ) به مدت ۲۳۵ سال بر ایران فرمانروایی کرد. شاهنشاهی صفوی را شاه اسماعیل یکم که در سال ۱۵۰۱م در تبریز تاجگذاری کرد بنیان گذاشت و آخرین شاه صفوی، شاه سلطان حسین بود که در سال ۱۷۲۲م از هوتکیان شکست خورد و بعداً نادرشاه در سال ۱۷۳۵م این دودمان را برانداخت.
دوره صفوی از مهم‌ترین ادوار تاریخ ایران به‌شمار می‌آید؛ چرا که با گذشت نهصد سال پس از نابودی شاهنشاهی ساسانی یک دولت متمرکز ایرانی توانست بر سراسر ایران آن روزگار فرمانروایی نماید. بعد از اسلام، حکومت‌های ایرانی مانند طاهریان، صفاریان، سامانیان، بوییان و زیاریان روی کار آمدند، اما هیچ‌کدام نتوانستند تمام ایران را زیر پوشش خود قرار دهند و میان تمام نواحی و مناطق جغرافیایی ایران در آن دوران یکپارچگی پدیدآورند.

### نظام جمهوری اسلامی ایران
سید روح‌الله موسوی خمینی رهبر انقلاب ۵۷ و بنیان‌گذار نظام جمهوری اسلامی ایران از سادات موسوی بود. 
علاوه بر خمینی، افراد دیگری از سادات موسوی نیز در فضای سیاسی ایران پس از انقلاب نقش‌آفرینی نموده‌اند؛ از جمله این افراد می‌توان به ابوالحسن بنی‌صدر و میرحسین موسوی اشاره کرد.

## خاندان‌ها
خاندان‌های زیر جزو سادات موسوی هستند:
- خاندان خوانساری
- سادات رضوی
- سادات نقوی
- خاندان صدر عاملی
- دودمان صفوی
- خانواده خمینی
- سادات عمادی مازندرانی
- خاندان حکیم سلمان
- خاندان میرلوحی
- خاندان جزایری
- خاندان سادات قارونی
- خاندان سادات غریفی
- خاندان سادات آل جابر
- عشیره الساده البوکدیمی
- خاندان سادات عوکانی لرستان و خوزستان
- سادات آهوقلندری در استان‌های لرستان و خوزستان که شامل سادات ندروند و طاهروند و خلفوند و شاهرخوند و شاهنشاهی وند و مرتضی وند و قاسم وند و سادات بهرام می‌شود[۵۳]

## افراد سرشناس این خاندان
- ابوالحسن بنی‌صدر، نخستین رئیس‌جمهور ایران
- سید رضی، شاعر، فقیه و گردآورنده‌ی نهج‌البلاغه
- سید مرتضی علم‌الهدی، فقیه شیعه
- علی بن موسی الرضا، ولیعهد عباسیان  و  امام هشتم شیعیان
- احمد بن موسی، پسر بزرگ موسی کاظم
- سید ابوالقاسم خوانساری (میرکبیر)، فقیه و مجتهد[۵۴][۵۵][۵۶]
- سید محمد باقر خوانساری، ادیب، مورّخ و فقیه
- سید محمدهاشم خوانساری، فقیه و مرجع تقلید
- سید هاشم موسوی خوانساری، فقیه و مجتهد [۵۷]
- سید محمدتقی خوانساری، فقیه شیعه
- سید محمدتقی غضنفری، فقیه شیعه
- سید مصطفی موسوی، پدر سید روح‌الله خمینی
- سید احمد خوانساری، فقیه، عارف و فیلسوف[۵۸]
- میرحسین موسوی، واپسین نخست‌وزیر ایران
- ابراهیم گلستان، نویسنده و کارگردان
- محمدحسین شهریار، شاعر و ادیب
- موسی صدر، روحانی و سیاستمدار
- سید روح‌الله موسوی خمینی، رهبر انقلاب اسلامی ایران[۵۹]
- شاه عباس بزرگ، پنجمین شاهنشاه امپراتوری صفوی
- شاه اسماعیل یکم، بنیان‌گذار امپراتوری صفوی
- مصطفی جاویدان، ترانه‌سرا، خواننده و درویش
- سید مصطفی خمینی، پسر بزرگ سید روح‌الله خمینی
- سید حسن خمینی، نوه‌ی سید روح‌الله خمینی
- سید احمد خمینی، دومین پسر سید روح‌الله خمینی
- سید محمد موسوی خوئینی‌ها، سیاست‌مدار ایرانی
- سید عبدالکریم موسوی اردبیلی، مرجع تقلید و سیاست‌مدار
- سید حسین موسوی تبریزی، مجتهد و روحانی ایرانی
- محمد موسوی، والیبالیست ایرانی
- سید علی‌اکبر موسوی حسینی، استاد اخلاق
- سید محمود موسوی مجد، جاسوس
- سید عبدالواحد موسوی لاری، سیاست‌مدار اصلاح‌طلب
- گراناز موسوی، شاعر و فیلم‌ساز ایرانی
- سید محمدباقر صدر، فقیه و فیلسوف عراقی
- مقتدی صدر، روحانی و سیاست‌مدار عراقی
- سید صدرالدین صدر، فقیه و مرجع تقلید شیعه
- رسول صدرعاملی، کارگردان، نویسنده و تهیه‌کننده
- محمدعلی جمال‌زاده، پدر داستان کوتاه فارسی
- سید مهدی موسوی، شاعر و غزل‌سرای ایرانی
- جمال‌الدین واعظ اصفهانی، از رهبران جنبش مشروطه